# کرس سنت سیتی (کالیفرنیا)
کرس سنت سیتی  (به انگلیسی: Crescent City) شهری در شهرستان دل نورت ایالت کالیفرنیا است که در سرشماری سال ۲۰۱۰ میلادی، ۷۶۴۳ نفر جمعیت داشته‌است.